# Druhá libanonská válka
Druhá libanonská válka byl ozbrojený konflikt mezi Izraelem a ozbrojeným křídlem libanonské politické strany Hizballáh. Konflikt vypukl 12. července 2006, 14. srpna bylo vyhlášeno příměří.

## Průběh konfliktu

### Začátek
Nedlouho před incidentem (25. června 2006), který vojenskou akci odstartoval, byl unesen izraelský tankista Gilad Šalit v pohraničí Pásma Gazy. K incidentu se přihlásily 3 organizace (Al Kassám, Výbor lidového odporu a Islámská armáda). Izrael odpověděl ultimátem na vydání zajatce. Po jehož vypršení izraelská armáda zahájila vojenskou operaci za účelem jeho osvobození.
Ráno 12. července 2006 zaútočili vojáci Hizballáhu raketami a minomety na severoizraelské město Šlomi a přilehlá vojenská stanoviště, což stálo život 5 civilistů. Při pozemním útoku na dvě hlídkující izraelské vozidla Hizballáh zabil tři vojáky a dva (Ehuda Goldwassera a Eldada Regeva) zajal. Hizballáh tak vyjádřil Palestincům podporu. Izrael toto okomentoval slovy, že se jedná o válečný akt, na který je nutno odpovědět silou. Zahájil tedy bombardování (převážně jižní části) svého severního souseda, jehož ukončení podmínil vydáním obou vojáků. Vůdce libanonské militantní organizace, Hasan Nasralláh prohlásil, že vojáky propustí jedině, budou-li propuštěni palestinští vězni, kteří si odpykávají svůj trest v izraelských věznicích.

### Eskalace
Po několika dnech raketových útoků na Libanon Izrael prohlásil, že se mu podařilo oslabit bojové schopnosti Hizballáhu zhruba o polovinu. Toto však představitelé organizace v čele s Nasralláhem odmítli, s odůvodněním, že způsobené škody jsou malé a bojeschopnost organizace neohrozí.
Izrael výhledově plánuje, a také si uzavření příměří s libanonskou vládou podmínil tím, že musí vládní vojáci nahradit ozbrojence z Hizballáhu na jižní hranici země, kde tak vznikne určité nárazníkové pásmo. Libanonský ministr obrany, Elias Murr, prohlásil že je ústavní povinností zemi v případě invaze bránit.
Přestože během prvních tří týdnů Izrael i Libanon navštívila americká ministryně zahraničí Condoleezza Riceová, situace se stále vyostřovala. Premiér Libanonu Fouad Sinioura se po útoku na libanonskou obec Kana z 30. července, při němž zahynulo mnoho dětí, rozhodl zastavit všechna jednání. Jejich obnovení podmínil okamžitým uzavřením příměří. To požadují rovněž i OSN a papež Benedikt XVI.

### Příměří
Po dlouhém měsíci bojů bylo nakonec z iniciativy OSN uzavřeno příměří 14. srpna.
Za vítěze války se v této době oficiálně považovaly obě strany, jak Izrael, tak Hizballáh. V obou případech však šlo o velmi problematické „vítězství“. V Izraeli samotném byly slyšet hlasy označující celou akci za zjevný neúspěch – nebyl totiž splněn žádný z hlavních počátečních „politických cílů“, pro které byly válečné operace zahájeny. Přes zapojení masivní vojenské a palebné síly došlo jen ke zmaření dalších životů a vyplýtvání velmi významného množství materiálních prostředků. V Izraeli se bezprostředně objevovaly hlasy pro odstoupení politické reprezentace, která selhala v úsilí přinést vítězství. V hlavním městě Libanonu, Bejrútu, naopak propukly ještě v pondělí 14. srpna oslavy a celý arabský svět více či méně nadšeně oslavoval Hizballáh i samotnou osobu Hasana Nasralláha za schopnost zastavit „neporazitelnou“ izraelskou armádu v její nepřesvědčivé operaci a uštědřit jí citelné ztráty, i přes použití jen zlomku sil a nepoměr mezi protivníky. Velká část země však byla zničená a hospodářství utrpělo velké škody.
Hlavními podmínkami, které musely obě válčící strany splnit, bylo jak samozřejmě zastavení útoků, tak stáhnutí všech jednotek. V případě Izraele za svojí státní hranici, v případě Libanonu pak do vnitrozemí. V jižní části země mají bojovníky této organizace nahradit vládní vojáci a jednotky OSN UNIFIL v počtu až 15 000 lidí. Bude jim velet Francie a tvořit je budou příslušníci hlavně evropských národů.
Spojené státy americké nakonec slíbily Libanonu hospodářskou pomoc. Stejně tak učinilo i mezinárodní společenství, které získalo pro obnovu poničené země až 900 milionů USD. Podle premiéra Libanonu je jen na první fázi obnovy potřeba okolo půl miliardy dolarů.

## Civilní oběti
Během několika dnů po bombardování začal narůstat také počet obětí, a po několika týdnech dosáhl již několika stovek. Civilní ztráty však utrpěl i sever Izraele; Hizballáh na město Haifa a několik dalších na severu země odpálil rakety typu Kaťuša (v pozdější době i rakety středního doletu).
Přesto převážnou většinu mrtvých ohlásil Libanon, místní infrastruktura utrpěla veliké ztráty, zahraniční návštěvníci země byli evakuováni přes Kypr domů již několik dní po zahájení konfliktu. V zemi byly statisíce běženců, bezpečným místem se staly hory (pohoří Libanon a Antilibanon). V Izraeli byla rovněž města u severní hranice vylidněná. Situace se začala zlepšovat až po uzavření příměří, uprchlíci se pomalu vrací domů.

## Reakce ze zahraničí
Generální tajemník OSN Kofi Annan vyzval oba dva tábory k ukončení bojů a k jednání, ty to jednoznačně odmítly. Izraeli vyjádřily podporu USA, přesto však ministryně zahraničí Condoleezza Riceová vyzvala obě strany ke zdrženlivosti. Stanovisko Hizballáhu podpořila Sýrie a Írán, vůli ukončit boje projevila vedle OSN také i Francie a některé další evropské země.
Během 32. summitu zemí skupiny G8, který probíhal v Petrohradu se politici všech zemí shodli na jednotném stanovisku, které obviňovalo Hizballáh, zároveň přinutil Izrael k maximální ohleduplnosti k civilistům. Stanovisko však bylo v mnoha případech nejednoznačné.
V mnoha zemích došlo k demonstracím proti válce, kterých se účastnili ochránci lidských práv a další odpůrci války a agrese. Například ve Washingtonu protestovali i někteří ortodoxní židé.
Mezinárodní humanitární organizace Human Rights Watch obvinila Izrael, ze záměrného masového a nevybíravého použití kazetových pum v posledních 72 hodinách války – kdy stažení izraelských sil bylo již fakticky nevyhnutelné – a které vedle přímých škod vlivem určitého procenta nevybuchlé submunice udělalo velké části jižního Libanonu dlouhodobě neobyvatelnými (kazetovou munici nicméně od prvního dne války používaly obě strany konfliktu).

### Akce Rady bezpečnosti
Po dlouhém jednání Rada bezpečnosti OSN nakonec z iniciativy USA a Francie přijala rezoluci, která donutila obě strany zastavit boje, těsně před jejím uvedením v platnost však bojovníci obou stran se snažili získat výhodu; v bojích se pokračovalo ještě několik minut před oficiálním ukončením palby.

## Ekonomické následky
Největší následky zaznamenal Libanon; jak již bylo zmíněno, došlo k rozsáhlému poškození infrastruktury země, za prvních čtrnáct dní škody dosáhly okolo 22 miliard amerických dolarů.
Vzhledem k tomu, že došlo k destabilizaci celé oblasti, vzrostly na trzích s ropou obavy ohledně pravidelnosti dodávek černého zlata. Kvůli tomu se tak cena ropy vyšplhala až téměř k 80 americkým dolarům za barel.
Méně viditelným, avšak také závažným faktem byl ten, že vinou izraelské námořní blokády Libanonu byl zcela utlumen mezinárodní obchod s touto zemi, poklesl rovněž i vývoz a dovoz zboží z Izraele.

## Dohry
16. července 2008, téměř dva roky po válce, byly do Izraele vráceny ostatky dvou unesených vojáků. Izrael výměnou odevzdal ostatky zhruba 200 padlých bojovníků z první libanonské války a také propustil 5 zadržovaných vězňů, mezi nimi i Samira Kuntara, odsouzeného na čtyřnásobné doživotí za vraždu izraelského civilisty a jeho čtyřleté dcery v roce 1979.

## Oběti
Uri Grossman – syn izraelského spisovatele Davida Grossmana

## Fotogalerie

Oblast konfliktu, znázorněná hnědou barvou.
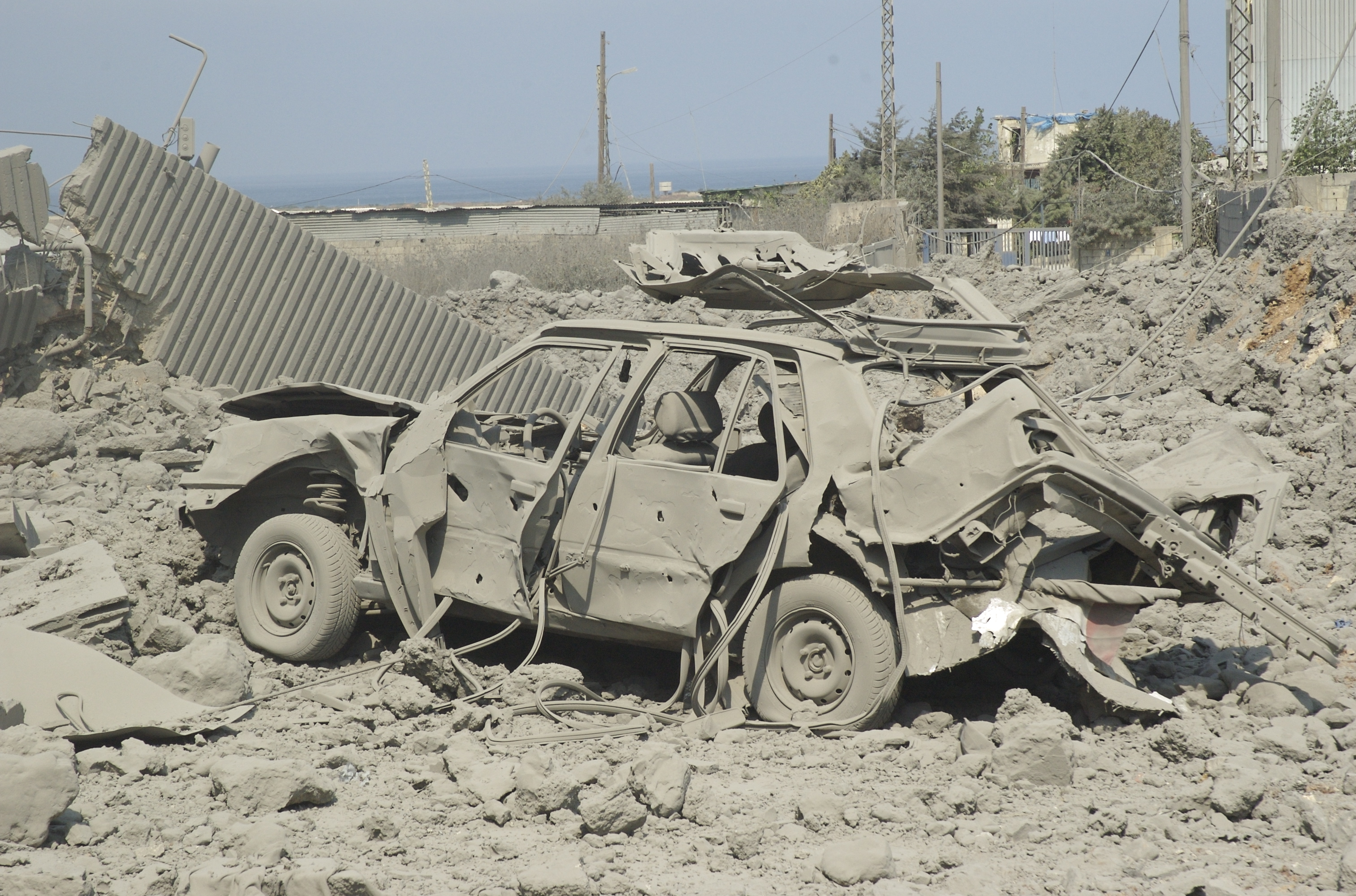
Jedna z libanonských silnic zničená po útoku Izraele
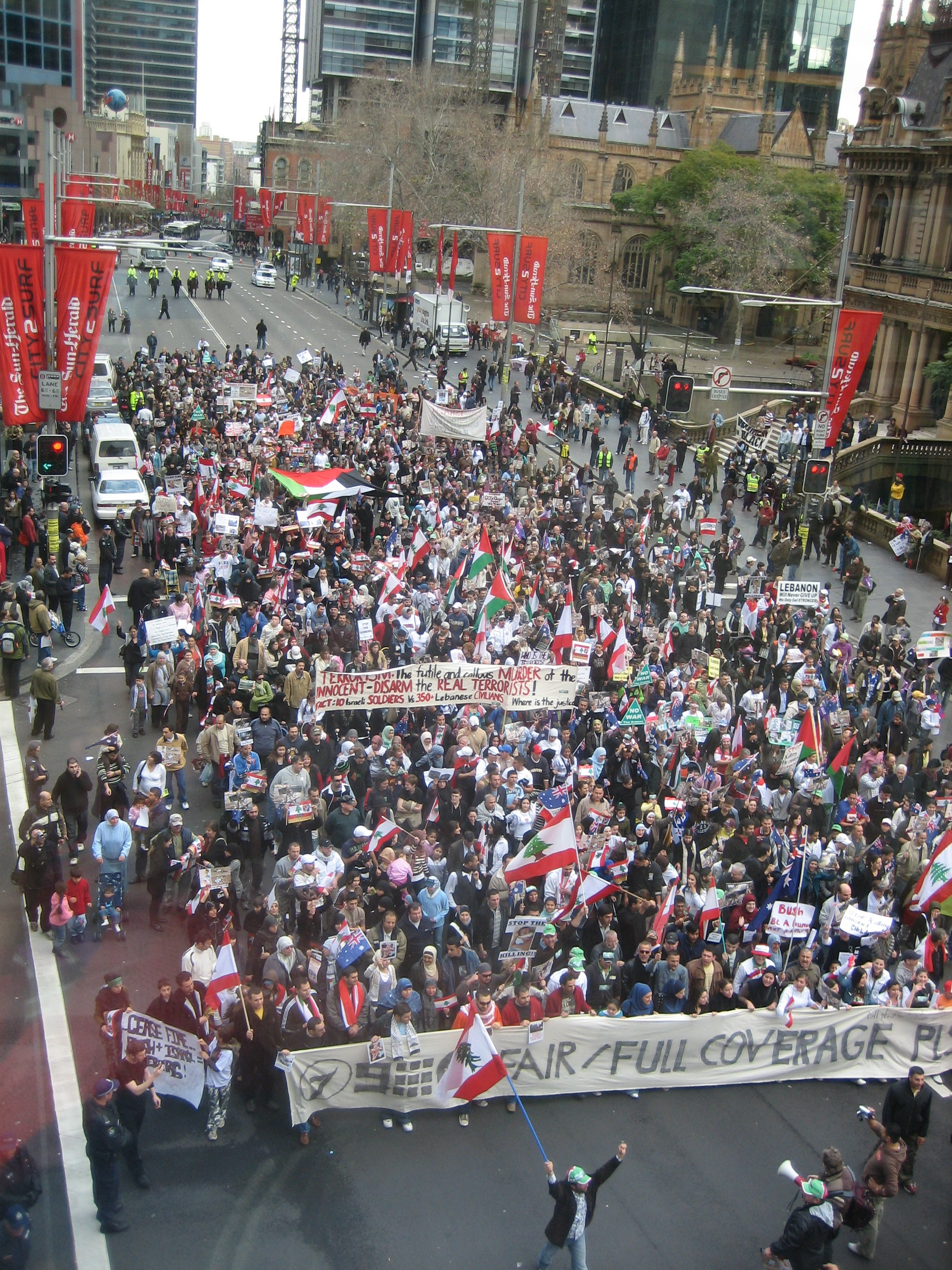
Demonstrace proti útokům Izraele v Sydney
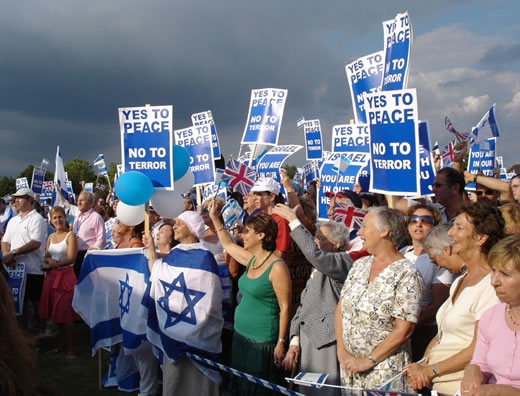
Manifestace za podporu vojenských operací Izraele v Londýně